# Jan Veleba (běžec)
Jan Veleba (* 6. prosince 1986 Brno) je český atlet, specializující se na sprinty. Jeho hlavní disciplínou je běh na 100 metrů, ve kterém držel do roku 2018 český národní rekord časem 10,23 s; kterého dosáhl 3. července 2010 při třetím kole atletické extraligy družstev v Pardubicích. Vylepšil tak o jednu setinu sekundy 13 let starý rekord Ivana Šlehobra. Překonal jej sprinter Zdeněk Stromšík časem 10,16 s; Veleba však tento čas 26. července 2019 v Brně vyrovnal a se stal opět spoludržitelem národního rekordu.
Je také spoludržitelem českého rekordu ve štafetě na 4×100m časem 38,62 s; který zaběhlo kvarteto Zdeněk Stromšík, Jan Veleba, Jan Jirka a Dominik Záleský 15. června 2019 v Ženevě.
 Veleba drží také národní rekord v běhu na 100 yardů, který zaběhl na Zlaté tretře Ostrava 31. května 2011.
Závodí za Duklu Praha a je trenérem trojice reprezentantů Dominika Záleského, Vojtěcha Kolarčíka a Matyáše Košky.
V lednu 2023 si v Jablonci nad Nisou zaběhl osobní rekord na trati 60 metrů časem 6,64 s; a to ve svých 36 letech.

## Osobní rekordy
- 60 m 6,64 s (Jablonec nad Nisou, 21. 1. 2023)
- 100 m 10,16 s (+1,6 m/s, Brno , 2019, NR)
- 100 y 9,62 s (−0,2 m/s, 2011, NR)
- 200 m 20,64 s (+1,7 m/s, Praha-Eden, 2020)